# Малахов (округ Банська Бистриця)
Малахов (словац. Malachov) — село в Банськобистрицькому окрузі Банськобистрицького краю Словаччини.

## Населення
| Рік:            | 1994. | 2004.    | 2014.    | 2024.   |
| --------------- | ----- | -------- | -------- | ------- |
| Кількість осіб: | 817   | 918      | 1081     | 1132    |
| Різниця:        |       | +12,36 % | +17,75 % | +4,71 % |

| Рік:            | 2023. | 2024.   |
| --------------- | ----- | ------- |
| Кількість осіб: | 1133  | 1132    |
| Різниця:        |       | -0,08 % |

Етнічний склад населення станом на 2001 рік: словаки — 97,81 %, чехи — 1,5 %, українці — 0,35 %, угорці — 0,12 %.

## Географія
Протікає Малаховський потік.